# Baseball under sommer-OL 2008
Baseball under sommer-OL 2008 i Beijing blev afholdt over en elleve dage lang periode startende 13. august og sluttende med finalerne 23. august. Alle kampe under legene blev spillet på Wukesong Baseball Field, en midlertidig bane opført ved Beijing Wukeson Culture & Sports Center. Olympisk baseball spilles kun af mænd, mens kvinder kæmper i den lignende sport, softball.
Den Internationale Olympiske Komité har besluttet at fjerne baseball fra programmet fra sommer-OL 2012, så det var foreløbigt sidste gang, baseball blev spillet under OL.
Sydkorea vandt finalen med 3-2 over Cuba, mens USA vandt bronze.